# Fosses-la-Ville
Fosses-la-Ville és una antiga ciutat fortificada de Bèlgica, a la província de Namur, que forma part de la regió valona. L'1 de gener del 2024 tenia 10.423 habitants. Comprèn les seccions d'Aisemont, Fosses-la-Ville, Le Roux, Sart-Eustache, Sart-Saint-Laurent i Vitrival.

## Història
Fosses-la-Ville era una de les 23 Bones Viles del principat de Lieja.

## Galeria d'imatges

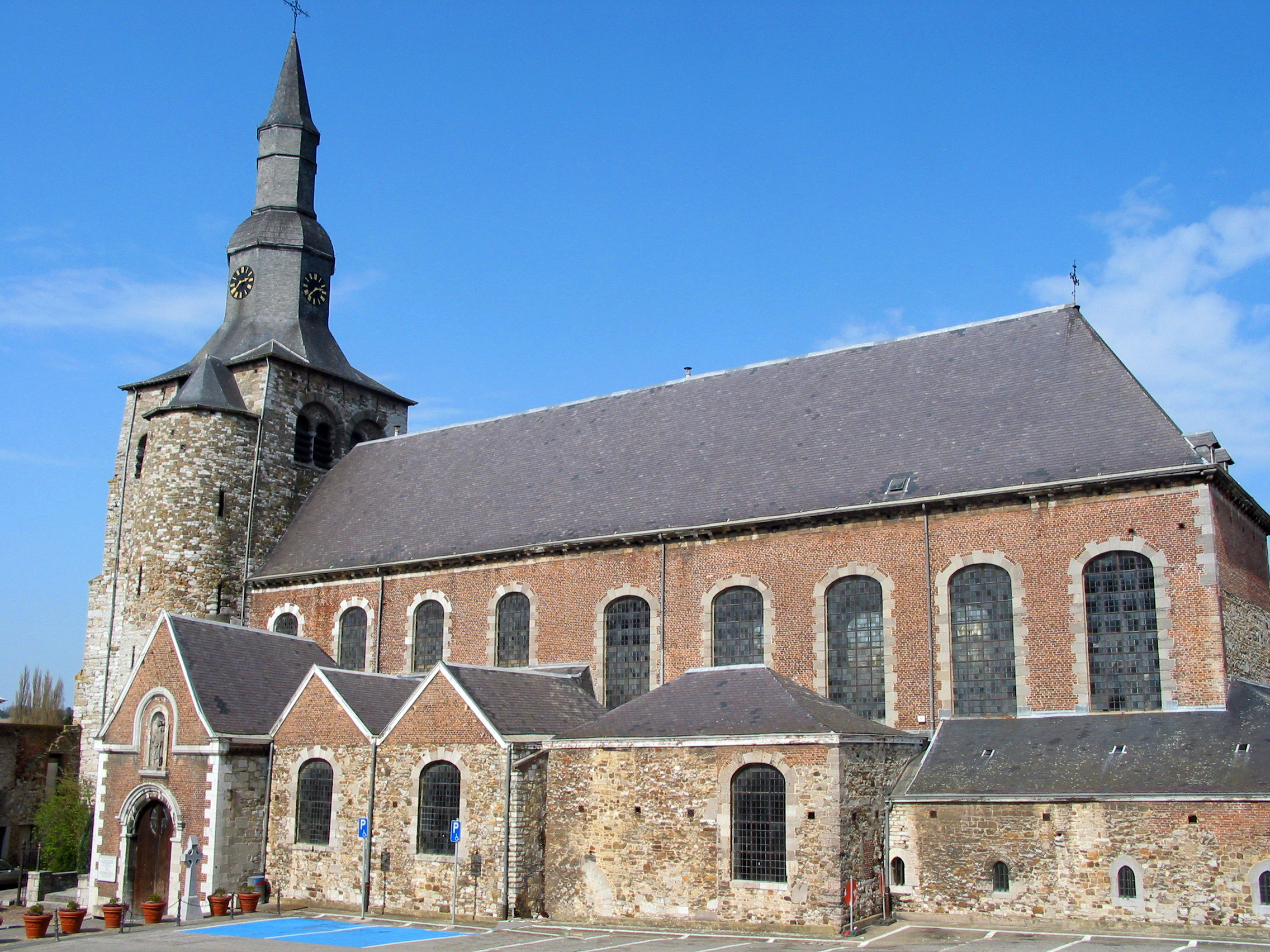
La col·legiata Sant Feuillien
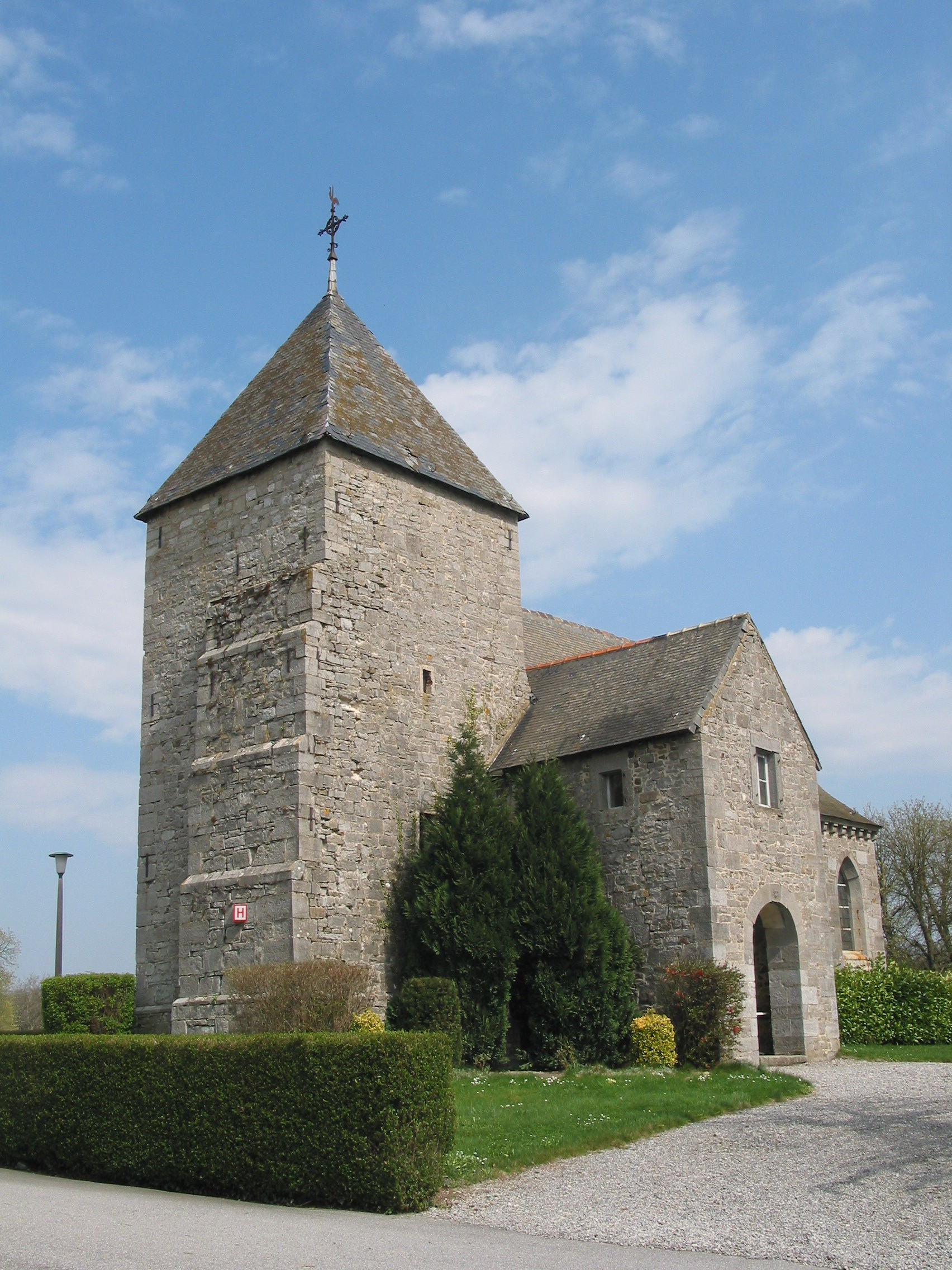
La capella Santa Brígida
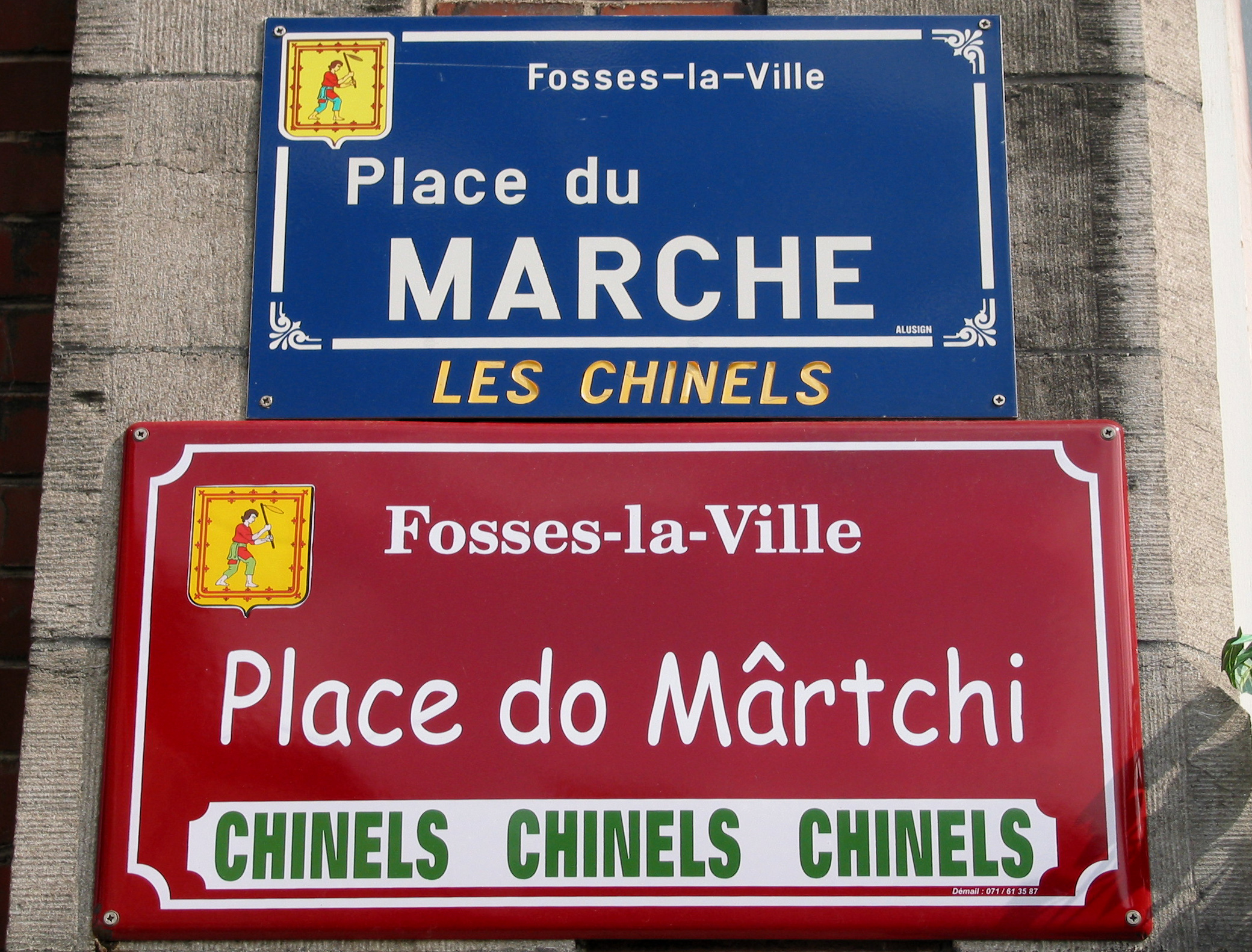
nom de carrer bilingüe való i francès

## Persones de Fosses
- Robert de Thourotte, príncep-bisbe, mort al seu castell a Fosses el 1246